# Represa de Hidromiel
Está ubicada en Norcasia, Caldas (Colombia) en límites con Samaná y Victoria, surtida por los ríos: Moro, río Miel, Tasajo, ríoTenerife , San Luis, quebrada Santa bárbara y quebrada San Antonio.
Próximamente se le unirá el Río Guarinó y el Río Manso (Florencia, Caldas). Esta represa pertenece a ISAGEN.

## Historia
En 2006 todos los requisitos estaban en orden, así que el Ministerio de Ambiente dio vía libre a la obra otorgando una licencia ambiental. Todo lo que pedía la empresa era que les permitieran trasvasar unos 20.000 litros por segundo para llevarlos a su embalse. Con la ampliación, Isagen lograría aumentar en 30% su producción en la zona, que representa el 4% de la que consume el país.
Los trabajos de ingeniería comenzaron en 2008 y todos en la empresa esperaban que a mitad de 2011 entrara en funcionamiento el túnel. Por la carretera que de La Dorada conduce al municipio de Norcasia y de ahí unos 6 kilómetros más adelante hasta Berlín se efectuaron las obras.
Los habitantes de las fincas aledañas al proyecto notaron que al menos 22 quebradas que antes adornaban esas montañas e irrigaban los campos agrícolas y ganaderos, se fueron secando mientras las máquinas intervenían la montaña. El agua que antes fluía a la superficie, comenzó a perderse bajo el suelo de la montaña por culpa del ineficiente túnel[cita requerida]
En marzo de 2010, diferentes habitantes de la zona remitieron al Ministerio de Ambiente quejas sobre lo sucedido. Una de ellas, firmada por José Luis Bustos Mejía y José Arnulfo Bustos Serrato, decía: “respetuosamente solicitamos su intervención ante Isagen para que se agilice el pago de los daños y perjuicios y la compensación por la afectación al recurso hídrico causada en los predios El Mirador y La Cabaña. Por la construcción del túnel se secaron los nacederos Cañaveral 1, 2, 3 y 4 en el predio La Cabaña”.
Visitas técnicas de expertos del Ministerio de Ambiente a la zona se intercalaron con nuevas quejas de la comunidad y reportes de la empresa durante los últimos tres años.